# Cyril Hammond
Cyril Samuel Hammond (10 tháng 10 năm 1927 – 10 tháng 9 năm 2016) là một cầu thủ bóng đá người Anh có nearly 300 lần ra sân ở the Football League thi đấu ở vị trí left half cho Charlton Athletic và Colchester United.
Ông từng là thành viên của London XI thi đấu ở mùa đầu tiên của Fairs Cup; ông chỉ có 1 lần ra sân, ở vòng bảng của giải đấu.